# Liste des joueurs du KRC Genk
Cette liste reprend les 478 joueurs de football qui ont évolué au KRC Genk depuis la fondation du club ou au KFC Winterslag avant la fusion avec le K Waterschei SV THOR Genk. ATTENTION, les anciens joueurs de ce dernier qui n'ont pas joué à Genk après la fusion ne peuvent PAS être ajoutés à cette liste.
Date de mise à jour des joueurs et de leurs statistiques : 30 juin 2018 (+ transferts de l'été 2018 déjà tous présents)
- Haut – A
- B
- C
- D
- E
- F
- G
- H
- I
- J
- K
- L
- M
- N
- O
- P
- Q
- R
- S
- T
- U
- V
- W
- X
- Y
- Z

## A
| Joueur            | Nationalité                      | Position          | Date de naissance | Période(s) | Matches (dont D1) | Buts | Jaunes | Rouges |
| ----------------- | -------------------------------- | ----------------- | ----------------- | ---------- | ----------------- | ---- | ------ | ------ |
| Eric Abrams       | Belgique                         | Milieu de terrain | 18/05/1957        | 1974-1979  | 10 (10)           | 0    | 0      | 0      |
| Joseph Aidoo      | Ghana                            | Défenseur         | 29/09/1995        | 2017-...   | 37 (33)           | 3    | 5      | 1      |
| Roger Albertsen   | Norvège                          | Milieu de terrain | 15/03/1957        | 1981-1983  | 39 (39)           | 3    | 0      | 0      |
| Andrei Alenichev  | Russie                           | Milieu de terrain | 27/01/1971        | 1995-1996  | 4 (0)             | 0    | 1      | 0      |
| Yves Angani       | République démocratique du Congo | Attaquant         | 26/04/1991        | 2012-2013  | 0 (0)             | 0    | 0      | 0      |
| Anthony Annicaert | Belgique                         | Milieu de terrain | 9/10/1973         | 1995-1996  | 15 (0)            | 3    | 1      | 0      |
| Maurizio Aquino   | Belgique                         | Attaquant         | 1/03/1990         | 2009-2011  | 1 (1)             | 0    | 0      | 0      |

## B
| Joueur                       | Nationalité          | Position          | Date de naissance | Période(s)           | Matches (dont D1) | Buts | Jaunes | Rouges |
| ---------------------------- | -------------------- | ----------------- | ----------------- | -------------------- | ----------------- | ---- | ------ | ------ |
| Bernhard Babuszkiewicz       | Belgique             | ?                 | 27/07/1927        | 1952-1953            | 0 (0)             | 0    | 0      | 0      |
| Lennert Baerts               | Belgique             | Gardien de but    | 1/09/1996         | 2012-2014            | 0 (0)             | 0    | 0      | 0      |
| Raimundo Baiamonte           | Italie               | ?                 | 4/12/1949         | 1970-1981            | 58 (58)           | 1    | 1      | 0      |
| Leon Bailey                  | Jamaïque             | Attaquant         | 9/08/1997         | 2015-2016            | 77 (56)           | 16   | 9      | 1      |
| Logan Bailly                 | Belgique             | Gardien de but    | 27/12/1985        | 2004-2008, 2012      | 97 (89)           | 0    | 5      | 1      |
| Istvan Bakx                  | Pays-Bas             | Attaquant         | 20/01/1986        | 2009-2010            | 3 (3)             | 0    | 0      | 0      |
| Zoran Ban                    | Croatie              | Attaquant         | 27/05/1973        | 1999-2001            | 37 (37)           | 12   | 2      | 0      |
| Elyaniv Barda                | Israël               | Attaquant         | 15/12/1981        | 2007-2013            | 132 (132)         | 44   | 20     | 2      |
| Ludo Beckers                 | Belgique             | Défenseur         | 12/11/1954        | 1986-1988            | 35 (9)            | 1    | 2      | 0      |
| Roger Beckers                | Belgique             | Attaquant         | 19/03/1950        | 1975-1978            | 0 (0)             | 12   | 0      | 0      |
| Robert Belmans               | Belgique             | Milieu de terrain | 14/08/1947        | 1972-1975            | 21 (21)           | 0    | 0      | 0      |
| Rogerio Benjamin De Oliveira | Brésil               | Milieu de terrain | 28/06/1978        | 1998-2002            | 34 (34)           | 1    | 4      | 0      |
| Manuel Benson                | Angola               | Attaquant         | 28/03/1997        | 2017-2018            | 11 (8)            | 0    | 1      | 0      |
| Christian Benteke            | Belgique             | Attaquant         | 3/12/1990         | 2007-2009, 2011-2012 | 32 (32)           | 11   | 1      | 1      |
| Sander Berge                 | Norvège              | Milieu de terrain | 14/02/1998        | 2017-...             | 42 (33)           | 0    | 4      | 0      |
| Karl Berger                  | Allemagne de l'Ouest | Attaquant         | 13/06/1951        | 1978-1982            | 110 (110)         | 34   | 4      | 0      |
| Paolino Bertaccini           | Belgique             | Attaquant         | 19/11/1997        | 2015-2016            | 2 (2)             | 0    | 0      | 0      |
| Mirsad Bešlija               | Bosnie-Herzégovine   | Milieu de terrain | 6/07/1979         | 2001-2006            | 132 (132)         | 17   | 10     | 1      |
| Norbert Beuls                | Belgique             | Défenseur         | 13/01/1957        | 1990-1994            | 76 (76)           | 0    | 2      | 1      |
| Luc Beyens                   | Belgique             | Défenseur         | 27/03/1959        | 1992-1994            | 65 (65)           | 8    | 12     | 1      |
| Tony Bialousz                | Belgique             | Milieu de terrain | 14/12/1961        | 1988-1989            | 17 (17)           | 0    | 0      | 0      |
| Patrick Bijnens              | Belgique             | Défenseur         | 28/08/1962        | 1982-1990            | 79 (24)           | 0    | 10     | 2      |
| Mathieu Billen               | Belgique             | Défenseur         | 16/04/1953        | 1978-1982            | 130 (130)         | 13   | 5      | 1      |
| Marco Bizot                  | Pays-Bas             | Gardien de but    | 10/03/1991        | 2014-2017            | 74 (54)           | 0    | 6      | 0      |
| Gérard Boes                  | Belgique             | ?                 | 29/01/1945        | 1972-1975            | 34 (34)           | 0    | 0      | 0      |
| Rudi Boes                    | Belgique             | Milieu de terrain | 26/02/1967        | 1994-1995            | 15 (0)            | 0    | 2      | 0      |
| Jean-Paul Boëtius            | Pays-Bas             | Attaquant         | 22/03/1994        | 2017                 | 23 (17)           | 5    | 2      | 0      |
| Sinan Bolat                  | Turquie              | Gardien de but    | 3/09/1988         | 2004-2009            | 5 (5)             | 0    | 0      | 0      |
| Berto Bosch                  | Belgique             | Attaquant         | 3/03/1955         | 1988-1989            | 16 (16)           | 0    | 0      | 0      |
| Ivan Bošnjak                 | Croatie              | Attaquant         | 6/02/1979         | 2006-2009            | 59 (59)           | 9    | 5      | 0      |
| Didier Boulet                | Belgique             | Attaquant         | 18/11/1968        | 1990-1991            | 7 (7)             | 1    | 0      | 0      |
| Jakub Brabec                 | République tchèque   | Défenseur         | 6/08/1992         | 2016-2018            | 52 (37)           | 3    | 7      | 0      |
| Silvio Bresciani             | Belgique             | Attaquant         | 23/05/1978        | 1996                 | 4 (4)             | 0    | 0      | 0      |
| Jordie Briels                | Pays-Bas             | Milieu de terrain | 26/11/1991        | 2011-2012            | 0 (0)             | 0    | 0      | 0      |
| Vincenzo Briganti            | Belgique             | ?                 | 5/01/1947         | 1971-1976            | 1 (1)             | 0    | 0      | 0      |
| István Brockhauser           | Hongrie              | Gardien de but    | 3/05/1964         | 1996-2002            | 122 (122)         | 0    | 1      | 3      |
| Tom Brouckmans               | Belgique             | ?                 | 15/09/1979        | 1997-1998            | 0 (0)             | 0    | 0      | 0      |
| Jean-Marie Bruninx           | Belgique             | Défenseur         | 17/04/1962        | 1982-1985            | 31 (31)           | 3    | 0      | 0      |
| Frane Bucán                  | Croatie              | Milieu de terrain | 25/08/1965        | 1989-1994            | 87 (58)           | 17   | 4      | 0      |
| Thomas Buffel                | Belgique             | Milieu de terrain | 19/02/1981        | 2009-2018            | 291 (252)         | 48   | 43     | 1      |
| Krysztof Bukalski            | Pologne              | Milieu de terrain | 22/09/1970        | 1996-1998            | 46 (46)           | 5    | 3      | 1      |
| Carmel Busuttil              | Malte                | Milieu de terrain | 29/02/1964        | 1988-1994            | 163 (135)         | 45   | 16     | 3      |
| Yoni Buyens                  | Belgique             | Milieu de terrain | 10/03/1988        | 2015-2016, 2017      | 34 (30)           | 4    | 4      | 0      |
| Frank Bynens                 | Belgique             | ?                 | 24/04/1964        | 1994-1995            | 0 (0)             | 0    | 0      | 0      |

## C
| Joueur                 | Nationalité   | Position          | Date de naissance | Période(s)           | Matches (dont D1) | Buts | Jaunes | Rouges |
| ---------------------- | ------------- | ----------------- | ----------------- | -------------------- | ----------------- | ---- | ------ | ------ |
| Antonio Cagliostro     | Belgique      | ?                 | 18/04/1981        | 1997-1999            | 0 (0)             | 0    | 0      | 0      |
| Jean-Philippe Caillet  | France        | Défenseur         | 24/06/1977        | 2006-2009            | 56 (56)           | 2    | 12     | 0      |
| Mario Cammalleri       | Belgique      | ?                 | 12/08/1967        | 1983-1987            | 1 (0)             | 0    | 0      | 0      |
| Fabien Camus           | Tunisie       | Milieu de terrain | 28/02/1985        | 2009-2012, 2013-2014 | 102 (93)          | 12   | 9      | 2      |
| Alessio Carlone        | Belgique      | Attaquant         | 20/01/1996        | 2015                 | 0 (0)             | 0    | 0      | 0      |
| Alfredo Carlucci       | Belgique      | ?                 | 12/06/1956        | 1977-1978            | 0 (0)             | 0    | 0      | 0      |
| Timothy Castagne       | Belgique      | Défenseur         | 5/11/1995         | 2014-2017            | 99 (80)           | 3    | 7      | 2      |
| Koen Casteels          | Belgique      | Gardien de but    | 25/06/1992        | 2008-2011            | 0 (0)             | 0    | 0      | 0      |
| Bram Castro            | Belgique      | Gardien de but    | 30/09/1982        | 2000-2002            | 1 (1)             | 0    | 0      | 0      |
| Ilir Caushllari        | Albanie       | Milieu de terrain | 5/10/1974         | 1999-2000            | 9 (7)             | 0    | 0      | 0      |
| Aleksandar Čavrić      | Serbie        | Milieu de terrain | 18/05/1994        | 2014-2015            | 19 (18)           | 0    | 2      | 0      |
| Thomas Chatelle        | Belgique      | Milieu de terrain | 31/03/1981        | 2000-2008            | 146 (146)         | 13   | 9      | 1      |
| Alessandro Ciranni     | Belgique      | Défenseur         | 28/06/1996        | 2015                 | 0 (0)             | 0    | 0      | 0      |
| Sekou Cissé            | Côte d'Ivoire | Attaquant         | 23/05/1985        | 2014-2015            | 52 (49)           | 9    | 6      | 0      |
| Johan Claes            | Belgique      | ?                 | 27/04/1967        | 1985-1986            | 1 (0)             | 0    | 1      | 0      |
| Gert Claessens         | Belgique      | Défenseur         | 21/02/1972        | 1992-1994, 2004-2006 | 110 (105)         | 16   | 19     | 0      |
| Philippe Clement       | Belgique      | Milieu de terrain | 22/03/1974        | 1995-1998            | 86 (53)           | 3    | 13     | 0      |
| Jackson Avelino Coelho | Brésil        | Attaquant         | 28/02/1986        | 2006-2007            | 9 (9)             | 1    | 0      | 0      |
| Louis Coenen           | Belgique      | Attaquant         | 24/06/1957        | 1973-1976            | 17 (17)           | 5    | 0      | 0      |
| Jürgen Colin           | Pays-Bas      | Défenseur         | 20/01/1981        | 2001-2002            | 7 (7)             | 0    | 2      | 0      |
| Michel Collard         | Belgique      | Défenseur         | 5/09/1963         | 1988-1989            | 15 (15)           | 0    | 0      | 0      |
| Omar Colley            | Gambie        | Défenseur         | 24/10/1992        | 2016-2018            | 95 (73)           | 5    | 15     | 1      |
| Jeroen Coppens         | Belgique      | Milieu de terrain | 12/05/1982        | 2001-2002            | 0 (0)             | 0    | 0      | 0      |
| Hans Cornelis          | Belgique      | Défenseur         | 13/10/1982        | 2005-2009            | 102 (102)         | 4    | 13     | 2      |
| Wouter Corstjens       | Belgique      | Défenseur         | 13/02/1987        | 2005-2006            | 1 (1)             | 0    | 0      | 0      |
| Jean Corthouts         | Belgique      | Attaquant         | 30/11/1947        | 1966-1976            | 0 (0)             | 0    | 0      | 0      |
| Gaëtan Coucke          | Belgique      | Gardien de but    | 3/11/1998         | 2015-2018            | 0 (0)             | 0    | 0      | 0      |
| Thibaut Courtois       | Belgique      | Gardien de but    | 11/05/1992        | 2008-2011            | 31 (31)           | 0    | 0      | 0      |
| Guido Croes            | Belgique      | ?                 | 22/04/1959        | 1975-1976            | 0 (0)             | 0    | 0      | 0      |
| Michel Croonen         | Belgique      | ?                 | 1/09/1962         | 1980-1986            | 8 (0)             | 0    | 1      | 0      |
| Jordy Croux            | Belgique      | Attaquant         | 15/01/1994        | 2011-2013            | 24 (21)           | 1    | 0      | 0      |
| David Crv              | Belgique      | Milieu de terrain | 1/05/1977         | 1994-1998            | 7 (2)             | 0    | 0      | 0      |
| Jean-Pierre Custers    | Belgique      | Attaquant         | 8/01/1970         | 1988-1991            | 29 (15)           | 1    | 1      | 0      |
| Jos Cuyvers            | Belgique      | ?                 | 28/09/1947        | 1971-1976            | 20 (20)           | 14   | 0      | 0      |

## D
| Joueur                       | Nationalité          | Position          | Date de naissance | Période(s)           | Matches (dont D1) | Buts | Jaunes | Rouges |
| ---------------------------- | -------------------- | ----------------- | ----------------- | -------------------- | ----------------- | ---- | ------ | ------ |
| Alex Da Silva                | Brésil               | Milieu de terrain | 15/08/1983        | 2006-2009            | 50 (50)           | 3    | 6      | 0      |
| Vittorio D'Adamo             | Belgique             | ?                 | 21/11/1959        | 1977-1980            | 0 (0)             | 0    | 0      | 0      |
| Luc Daemen                   | Belgique             | ?                 | 30/07/1963        | 1981-1988            | 86 (27)           | 3    | 2      | 0      |
| Koen Daerden                 | Belgique             | Milieu de terrain | 8/03/1982         | 1999-2006            | 166 (166)         | 24   | 19     | 2      |
| Dimitri Daeseleire           | Belgique             | Défenseur         | 18/05/1990        | 2007-2011            | 35 (35)           | 0    | 9      | 0      |
| Moumouni Dagano              | Burkina Faso         | Attaquant         | 1/01/1981         | 2001-2003            | 61 (61)           | 36   | 5      | 0      |
| Mohamed Dahmane              | Algérie              | Attaquant         | 9/04/1982         | 2007-2008            | 11 (11)           | 1    | 2      | 0      |
| Davide D'Angelo              | Belgique             | Attaquant         | 21/03/1982        | 2000-2001            | 1 (1)             | 0    | 0      | 0      |
| Fabio D'Angelo               | Belgique             | ?                 | 11/06/1969        | 1999-2000            | 1 (1)             | 0    | 0      | 0      |
| Herman Darcis                | Belgique             | ?                 | 16/03/1961        | 1978-1979            | 2 (2)             | 0    | 0      | 0      |
| Luc Darcis                   | Belgique             | ?                 | 21/11/1957        | 1977-1979            | 0 (0)             | 0    | 0      | 0      |
| Guido Davids                 | Belgique             | Milieu de terrain | 18/04/1955        | 1978-1985            | 95 (95)           | 10   | 0      | 0      |
| Jean De Belder               | Belgique             | ?                 | 8/04/1945         | 1966-1975            | 30 (30)           | 0    | 0      | 0      |
| Nico de Bree                 | Pays-Bas             | Gardien de but    | 16/09/1944        | 1980-1981            | 34 (34)           | 0    | 1      | 0      |
| Jean-Paul De Bruyne          | Belgique             | Gardien de but    | 4/10/1961         | 1981-1988, 1989-1990 | 97 (37)           | 0    | 0      | 2      |
| Kevin De Bruyne              | Belgique             | Milieu de terrain | 28/06/1991        | 2008-2012            | 72 (72)           | 13   | 4      | 1      |
| Igor de Camargo              | Belgique             | Attaquant         | 12/05/1983        | 2001-2005, 2015-2016 | 62 (55)           | 9    | 5      | 0      |
| Benjamin De Ceulaer          | Belgique             | Attaquant         | 19/12/1983        | 2012-2015            | 49 (32)           | 6    | 9      | 0      |
| Dimitri De Condé             | Belgique             | Milieu de terrain | 7/01/1975         | 2004-2005            | 14 (12)           | 2    | 0      | 0      |
| Wim De Decker                | Belgique             | Milieu de terrain | 6/04/1982         | 2006-2009            | 74 (74)           | 1    | 6      | 1      |
| Tom de Mul                   | Belgique             | Milieu de terrain | 4/03/1986         | 2008-2009            | 12 (12)           | 4    | 0      | 0      |
| Daniel De Raeve              | Belgique             | Défenseur         | 31/05/1962        | 1979-1989            | 59 (59)           | 4    | 0      | 0      |
| Renaat De Zutter             | Belgique             | Gardien de but    | 28/10/1958        | 1974-1986            | 75 (75)           | 0    | 0      | 0      |
| Geert Deferm                 | Belgique             | Défenseur         | 6/05/1963         | 1981-1983            | 19 (19)           | 0    | 0      | 0      |
| Steven Defour                | Belgique             | Milieu de terrain | 15/04/1988        | 2004-2006            | 30 (30)           | 1    | 4      | 0      |
| Robert Dekeyser              | Belgique             | Gardien de but    | 7/10/1964         | 1988-1989            | 2 (2)             | 0    | 0      | 0      |
| Wilfried Delbroek            | Belgique             | Milieu de terrain | 25/08/1972        | 1995-2003            | 228 (144)         | 8    | 46     | 6      |
| Michaël Delcampe             | Belgique             | Défenseur         | 8/02/1972         | 1993-1994            | 19 (19)           | 0    | 6      | 0      |
| Mathieu Denier               | Belgique             | Milieu de terrain | 16/05/1952        | 1973-1986            | 162 (136)         | 28   | 1      | 0      |
| Pierre Denier                | Belgique             | Milieu de terrain | 9/11/1956         | 1974-1992            | 355 (268)         | 24   | 8      | 1      |
| Nico Derwael                 | Belgique             | Milieu de terrain | 1/03/1973         | 1991-1993            | 4 (4)             | 0    | 0      | 0      |
| Johan Devrindt               | Belgique             | Attaquant         | 14/04/1945        | 1978-1980            | 62 (62)           | 6    | 2      | 0      |
| Sébastien Dewaest            | Belgique             | Défenseur         | 27/05/1991        | 2015-...             | 84 (65)           | 4    | 10     | 1      |
| Guido Dewil                  | Belgique             | Milieu de terrain | 30/08/1953        | 1975-1977            | 0 (0)             | 0    | 0      | 0      |
| Marc D'Haen                  | Belgique             | Milieu de terrain | 30/11/1963        | 1980-1986            | 6 (1)             | 0    | 0      | 0      |
| Alexandre Di Gregorio        | Belgique             | Attaquant         | 12/02/1980        | 1999-2002            | 6 (6)             | 3    | 0      | 0      |
| Uwe Dittus                   | Allemagne de l'Ouest | Milieu de terrain | 3/08/1959         | 1987-1988            | 17 (17)           | 0    | 0      | 0      |
| Lucien D'Onofrio             | Belgique             | Milieu de terrain | 19/04/1955        | 1979-1980            | 8 (8)             | 0    | 1      | 0      |
| Orlando Dos Santos Costa     | Brésil               | Attaquant         | 26/02/1981        | 2009-2010            | 4 (4)             | 1    | 0      | 0      |
| Oliveira Edmilson Dos Santos | Brésil               | Attaquant         | 14/02/1979        | 1998-1999            | 2 (2)             | 0    | 0      | 0      |
| Gert Doumen                  | Belgique             | Gardien de but    | 24/06/1971        | 1991-2000            | 42 (40)           | 0    | 0      | 1      |
| Kurt Dreesen                 | Belgique             | Milieu de terrain | 24/06/1973        | 1991-1996            | 78 (19)           | 6    | 3      | 0      |
| Peter Dreesen                | Belgique             | ?                 | 21/04/1962        | 1978-1979            | 0 (0)             | 0    | 0      | 0      |
| Timothy Durwael              | Belgique             | Défenseur         | 24/02/1991        | 2008-2012            | 7 (7)             | 0    | 1      | 0      |

## E
| Joueur            | Nationalité | Position          | Date de naissance | Période(s) | Matches (dont D1) | Buts | Jaunes | Rouges |
| ----------------- | ----------- | ----------------- | ----------------- | ---------- | ----------------- | ---- | ------ | ------ |
| Fritz Émeran      | Rwanda      | Défenseur         | 28/03/1976        | 2000-2001  | 6 (6)             | 0    | 1      | 0      |
| Orlando Engelaar  | Pays-Bas    | Milieu de terrain | 24/08/1979        | 2004-2007  | 59 (59)           | 12   | 8      | 0      |
| Anthony Englebert | Belgique    | Attaquant         | 18/12/1961        | 1983-1985  | 0 (0)             | 0    | 0      | 0      |
| Eric Eurlings     | Belgique    | Milieu de terrain | 2/08/1959         | 1977-1980  | 3 (3)             | 0    | 0      | 0      |
| Vincent Euvrard   | Belgique    | Défenseur         | 12/03/1982        | 2002-2003  | 3 (3)             | 0    | 1      | 0      |
| Bernt Evens       | Belgique    | Défenseur         | 9/11/1978         | 1997-1998  | 0 (0)             | 0    | 0      | 0      |

## F
| Joueur                  | Nationalité     | Position          | Date de naissance | Période(s) | Matches (dont D1) | Buts | Jaunes | Rouges |
| ----------------------- | --------------- | ----------------- | ----------------- | ---------- | ----------------- | ---- | ------ | ------ |
| Ervin Fakaj             | Albanie         | Défenseur         | 15/06/1976        | 2001-2002  | 2 (2)             | 0    | 0      | 0      |
| Mark Farrington         | Angleterre      | Attaquant         | 15/06/1965        | 1988-1989  | 17 (17)           | 5    | 0      | 0      |
| Sidi Farssi             | Belgique        | ?                 | 30/12/1981        | 2001-2004  | 0 (0)             | 0    | 0      | 0      |
| Daniel Fernández Artola | Espagne         | Défenseur         | 20/01/1983        | 2012-2013  | 0 (0)             | 0    | 0      | 0      |
| Mario Ferniani          | Belgique        | ?                 | 20/11/1978        | 1997-1998  | 0 (0)             | 0    | 0      | 0      |
| José Nadson Ferreira    | Brésil          | Défenseur         | 18/10/1984        | 2011-2013  | 27 (27)           | 1    | 3      | 0      |
| Peter Fieber            | Tchécoslovaquie | Défenseur         | 16/05/1964        | 1991-1993  | 55 (55)           | 1    | 5      | 1      |
| Ivan Fiolić             | Croatie         | Milieu de terrain | 29/04/1996        | 2018-...   | 0 (0)             | 0    | 0      | 0      |
| Léopold Franssen        | Belgique        | ?                 | 25/11/1983        | 2004-2005  | 3 (3)             | 0    | 0      | 0      |
| Sem Franssen            | Belgique        | Gardien de but    | 10/04/1984        | 2008-2009  | 0 (0)             | 0    | 0      | 0      |

## G
| Joueur                   | Nationalité | Position          | Date de naissance | Période(s) | Matches (dont D1) | Buts | Jaunes | Rouges |
| ------------------------ | ----------- | ----------------- | ----------------- | ---------- | ----------------- | ---- | ------ | ------ |
| Didier Gaens             | Belgique    | Attaquant         | 3/02/1970         | 1996-1997  | 7 (7)             | 0    | 0      | 0      |
| Zinho Gano               | Belgique    | Attaquant         | 13/10/1993        | 2018-...   | 0 (0)             | 0    | 0      | 0      |
| Luwamo Garcia            | Angola      | Attaquant         | 1/05/1985         | 2003-2004  | 3 (3)             | 0    | 0      | 0      |
| Patricio Garcia          | Belgique    | ?                 | 29/03/1952        | 1972-1974  | 0 (0)             | 0    | 0      | 0      |
| Antonio Garzon           | Belgique    | ?                 | 27/10/1955        | 1977-1980  | 1 (1)             | 0    | 0      | 0      |
| Ronny Gaspercic          | Belgique    | Gardien de but    | 9/05/1969         | 1985-1996  | 186 (90)          | 0    | 2      | 2      |
| Pieter Gerkens           | Belgique    | Milieu de terrain | 17/02/1995        | 2013-2015  | 67 (64)           | 2    | 2      | 0      |
| Willy Geurts             | Belgique    | Attaquant         | 30/01/1954        | 1983-1984  | 0 (0)             | 19   | 0      | 0      |
| Pierre Geys              | Belgique    | Milieu de terrain | 29/04/1948        | 1976-1979  | 19 (19)           | 1    | 0      | 0      |
| Stefano Ghiro            | Belgique    | Attaquant         | 2/09/1972         | 1994-1995  | 23 (0)            | 6    | 0      | 0      |
| Brian Gielen             | Belgique    | Gardien de but    | 23/09/1996        | 2014       | 0 (0)             | 0    | 0      | 0      |
| Louis Gijbels            | Belgique    | ?                 | ?                 | 1971-1974  | 0 (0)             | 0    | 0      | 0      |
| Mathieu Gijbels          | Belgique    | Milieu de terrain | 10/10/1963        | 1986-1989  | 75 (45)           | 13   | 0      | 0      |
| Andy Gilisen             | Belgique    | Attaquant         | 5/07/1965         | 1985-1986  | 9 (0)             | 0    | 2      | 0      |
| Borce Gjurev             | Macédoine   | Milieu de terrain | 2/08/1969         | 1991-1993  | 13 (13)           | 1    | 0      | 0      |
| Bart Goor                | Belgique    | Milieu de terrain | 9/04/1973         | 1996-1997  | 33 (33)           | 18   | 1      | 0      |
| Patrick Goots            | Belgique    | Attaquant         | 10/04/1966        | 1991-1994  | 98 (98)           | 31   | 5      | 0      |
| Julien Gorius            | France      | Milieu de terrain | 17/03/1985        | 2012-2015  | 89 (76)           | 16   | 8      | 0      |
| Igor Gravilov            | Russie      | ?                 | 17/05/1972        | 1995-1996  | 2 (0)             | 0    | 0      | 0      |
| Milan Gravilovic         | Yougoslavie | Défenseur         | 27/06/1960        | 1989-1990  | 7 (0)             | 0    | 2      | 0      |
| Leandro Grimi            | Argentine   | Défenseur         | 9/02/1985         | 2011-2012  | 2 (2)             | 0    | 1      | 0      |
| Bjarni Guðjónsson        | Islande     | Milieu de terrain | 26/02/1979        | 1998-2000  | 26 (26)           | 0    | 1      | 0      |
| Jóhannes Karl Guðjónsson | Islande     | Milieu de terrain | 25/05/1980        | 1998-1999  | 6 (6)             | 0    | 0      | 0      |
| Thordur Gudjonsson       | Islande     | Milieu de terrain | 14/10/1973        | 1997-2000  | 94 (94)           | 28   | 4      | 1      |
| Philip Gyau              | États-Unis  | Attaquant         | 7/02/1966         | 1990-1991  | 2 (2)             | 0    | 1      | 0      |
| László Gyimesi           | Hongrie     | Milieu de terrain | 8/09/1957         | 1988-1992  | 85 (60)           | 17   | 2      | 0      |

## H
| Joueur            | Nationalité       | Position          | Date de naissance | Période(s) | Matches (dont D1) | Buts | Jaunes | Rouges |
| ----------------- | ----------------- | ----------------- | ----------------- | ---------- | ----------------- | ---- | ------ | ------ |
| Stijn Haeldermans | Belgique          | Milieu de terrain | 22/04/1975        | 1996-1997  | 26 (26)           | 2    | 4      | 0      |
| Brian Hamalainen  | Danemark          | Défenseur         | 29/05/1989        | 2012-2016  | 33 (28)           | 0    | 5      | 0      |
| Faris Haroun      | Belgique          | Milieu de terrain | 22/09/1985        | 2003-2008  | 104 (104)         | 16   | 5      | 0      |
| Besnik Hasi       | Albanie           | Milieu de terrain | 29/12/1971        | 1994-2000  | 141 (80)          | 21   | 15     | 1      |
| Maurits Heelen    | Belgique          | ?                 | ?                 | 1947-1957  | 0 (0)             | 0    | 0      | 0      |
| Marc Hendrikx     | Belgique          | Milieu de terrain | 2/07/1974         | 1997-2001  | 122 (122)         | 16   | 10     | 1      |
| Robin Henkens     | Belgique          | Milieu de terrain | 12/09/1988        | 2005-2009  | 0 (0)             | 0    | 0      | 0      |
| Alain Hermans     | Belgique          | Milieu de terrain | 24/09/1964        | 1989-1993  | 89 (60)           | 12   | 9      | 0      |
| Jos Heyligen      | Belgique          | Milieu de terrain | 30/06/1947        | 1982-1983  | 17 (17)           | 2    | 0      | 0      |
| Bryan Heynen      | Belgique          | Milieu de terrain | 6/02/1997         | 2015-...   | 73 (58)           | 1    | 7      | 0      |
| Ferenc Horváth    | Hongrie           | Attaquant         | 6/05/1973         | 1998-2000  | 35 (35)           | 11   | 0      | 0      |
| Patrick Houben    | Belgique          | Défenseur         | 10/07/1959        | 1976-1984  | 140 (140)         | 8    | 4      | 0      |
| Johnny Hoydonckx  | Belgique          | ?                 | 3/07/1962         | 1980-1981  | 0 (0)             | 0    | 0      | 0      |
| David Hubert      | Belgique          | Milieu de terrain | 12/02/1988        | 2006-2012  | 81 (81)           | 1    | 15     | 0      |
| Joachim Hutka     | Pologne           | Milieu de terrain | 22/03/1960        | 1982-1985  | 17 (17)           | 0    | 0      | 0      |
| Stein Huysegems   | Belgique          | Attaquant         | 16/06/1982        | 2008-2011  | 24 (24)           | 3    | 3      | 0      |
| Khaleem Hyland    | Trinité-et-Tobago | Milieu de terrain | 5/06/1989         | 2011-2015  | 51 (44)           | 3    | 11     | 1      |

## I
| Joueur              | Nationalité | Position       | Date de naissance | Période(s) | Matches (dont D1) | Buts | Jaunes | Rouges |
| ------------------- | ----------- | -------------- | ----------------- | ---------- | ----------------- | ---- | ------ | ------ |
| Oleksandr Iakovenko | Ukraine     | Attaquant      | 23/06/1987        | 2006-2008  | 14 (14)           | 0    | 0      | 0      |
| Éric Indestege      | Belgique    | ?              | 3/02/1964         | 1980-1984  | 0 (0)             | 0    | 0      | 0      |
| Marco Ingrao        | Belgique    | Défenseur      | 26/07/1982        | 1999-2004  | 44 (44)           | 2    | 4      | 0      |
| Marcus Ingvartsen   | Danemark    | Attaquant      | 4/01/1996         | 2017-...   | 27 (22)           | 7    | 6      | 0      |
| Barak Itzhaki       | Israël      | Attaquant      | 25/09/1984        | 2007-2008  | 15 (15)           | 3    | 4      | 0      |
| Tomislav Ivković    | Yougoslavie | Gardien de but | 11/08/1960        | 1989       | 14 (14)           | 0    | 0      | 0      |

## J
| Joueur                | Nationalité | Position          | Date de naissance | Période(s) | Matches (dont D1) | Buts | Jaunes | Rouges |
| --------------------- | ----------- | ----------------- | ----------------- | ---------- | ----------------- | ---- | ------ | ------ |
| Nordin Jackers        | Belgique    | Gardien de but    | 5/09/1997         | 2016-...   | 7 (6)             | 0    | 0      | 0      |
| Alfons Jacobs         | Belgique    | ?                 | ?                 | 1966-1967  | 0 (0)             | 0    | 0      | 0      |
| Rudi Jansen           | Pays-Bas    | Attaquant         | 4/12/1948         | 1974-1976  | 10 (10)           | 0    | 0      | 0      |
| Marc Janssen          | Belgique    | Milieu de terrain | 8/02/1974         | 1990-1991  | 1 (1)             | 0    | 0      | 0      |
| Pier Janssen          | Belgique    | Milieu de terrain | 9/09/1956         | 1991-1992  | 2 (2)             | 0    | 0      | 0      |
| Ruben Janssen         | Belgique    | ?                 | 12/04/1991        | 2009-2010  | 0 (0)             | 0    | 0      | 0      |
| Theo Janssen          | Pays-Bas    | Milieu de terrain | 27/07/1981        | 2003-2004  | 15 (15)           | 2    | 1      | 1      |
| Christophe Janssens   | Belgique    | Défenseur         | 9/03/1998         | 2015-2017  | 3 (2)             | 0    | 0      | 0      |
| Rudy Janssens         | Belgique    | Milieu de terrain | 5/08/1963         | 1986-1989  | 96 (66)           | 10   | 2      | 0      |
| Jesper Jansson        | Suède       | Défenseur         | 8/01/1971         | 1999-2000  | 24 (24)           | 2    | 7      | 0      |
| Torben Joneleit       | Allemagne   | Défenseur         | 17/05/1987        | 2009-2014  | 47 (47)           | 7    | 9      | 0      |
| Steven Joseph-Monrose | France      | Attaquant         | 20/07/1990        | 2012-2015  | 25 (24)           | 2    | 1      | 0      |

## K
| Joueur                | Nationalité                      | Position          | Date de naissance | Période(s)      | Matches (dont D1) | Buts | Jaunes | Rouges |
| --------------------- | -------------------------------- | ----------------- | ----------------- | --------------- | ----------------- | ---- | ------ | ------ |
| Christian Kabasele    | Belgique                         | Défenseur         | 24/02/1991        | 2014-2016       | 81 (76)           | 7    | 15     | 0      |
| Danny Kaes            | Belgique                         | Défenseur         | 7/01/1957         | 1975-1983       | 41 (41)           | 0    | 0      | 0      |
| Hervé Kage            | République démocratique du Congo | Milieu de terrain | 10/04/1989        | 2014-2015       | 22 (22)           | 3    | 0      | 0      |
| Blessing Kaku         | Nigeria                          | Milieu de terrain | 5/03/1978         | 2000-2001       | 21 (21)           | 0    | 0      | 1      |
| Mustafa Kalkan        | Belgique                         | Attaquant         | 3/07/1983         | 2003-2004       | 0 (0)             | 0    | 0      | 0      |
| Pantelis Kapantagidis | Belgique                         | ?                 | 18/10/1967        | 1986-1987       | 0 (0)             | 0    | 0      | 0      |
| Nikólaos Karélis      | Grèce                            | Attaquant         | 24/02/1992        | 2016-2018       | 74 (56)           | 33   | 4      | 0      |
| Suad Katana           | Bosnie-Herzégovine               | Défenseur         | 6/04/1969         | 1992-1994       | 64 (64)           | 4    | 4      | 1      |
| Neeskens Kebano       | République démocratique du Congo | Milieu de terrain | 10/03/1992        | 2015-2016       | 46 (37)           | 9    | 2      | 0      |
| Salif Keïta           | Sénégal                          | Attaquant         | 19/10/1975        | 1997-1999       | 20 (20)           | 2    | 0      | 0      |
| Michel Kenis          | Belgique                         | Gardien de but    | 7/06/1952         | 1973-1980       | 50 (50)           | 0    | 0      | 0      |
| Amine Khammas         | Belgique                         | Défenseur         | 6/04/1999         | 2017-2018       | 15 (13)           | 0    | 1      | 0      |
| Daniel Kimoni         | Belgique                         | Défenseur         | 18/01/1971        | 1996-2000       | 124 (124)         | 2    | 14     | 2      |
| Tomi Kinunnen         | Finlande                         | Défenseur         | 28/03/1969        | 1998-1999       | 0 (0)             | 0    | 0      | 0      |
| Kevin Kis             | Belgique                         | Défenseur         | 26/09/1990        | 2007-2009       | 0 (0)             | 0    | 0      | 0      |
| Damien Knabben        | Belgique                         | ?                 | ?                 | 1968-1969       | 0 (0)             | 0    | 0      | 0      |
| Moussa Koita          | Belgique                         | Attaquant         | 19/11/1982        | 2009            | 20 (20)           | 2    | 4      | 0      |
| Fabijan Komljenović   | Croatie                          | Milieu de terrain | 16/01/1968        | 1995-1997       | 32 (0)            | 14   | 3      | 0      |
| Ernest Konon          | Pologne                          | Attaquant         | 16/03/1974        | 1997-1998       | 10 (10)           | 2    | 0      | 0      |
| Jan Kosten            | Belgique                         | Attaquant         | 8/08/1958         | 1986-1988       | 24 (4)            | 4    | 2      | 0      |
| Laszlo Köteles        | Hongrie                          | Gardien de but    | 1/09/1984         | 2009-2016, 2017 | 122 (113)         | 0    | 5      | 0      |
| Jurgen Koterba        | Belgique                         | ?                 | 25/07/1971        | 1989-1990       | 0 (0)             | 0    | 0      | 0      |
| Kalidou Koulibaly     | France                           | Défenseur         | 20/06/1991        | 2012-2014       | 42 (33)           | 2    | 9      | 0      |
| Paul Kpaka            | Sierra Leone                     | Attaquant         | 7/08/1981         | 2003-2006       | 41 (41)           | 6    | 0      | 0      |
| Eddy Kuchta           | Belgique                         | ?                 | 1/10/1960         | 1977-1978       | 0 (0)             | 0    | 0      | 0      |
| Bennard Yao Kumordzi  | Ghana                            | Milieu de terrain | 21/03/1985        | 2012-2017       | 86 (75)           | 6    | 14     | 2      |
| Benny Kurent          | Belgique                         | Attaquant         | 4/09/1964         | 1987-1988       | 5 (5)             | 0    | 0      | 0      |
| Pierre Kuypers        | Belgique                         | ?                 | 23/02/1954        | 1983-1987       | 37 (0)            | 0    | 6      | 0      |

## L
| Joueur              | Nationalité   | Position          | Date de naissance | Période(s) | Matches (dont D1) | Buts | Jaunes | Rouges |
| ------------------- | ------------- | ----------------- | ----------------- | ---------- | ----------------- | ---- | ------ | ------ |
| Leroy Labylle       | Belgique      | Défenseur         | 11/03/1991        | 2010-2011  | 3 (3)             | 0    | 1      | 0      |
| Jean-Pierre Lalieux | Belgique      | ?                 | 13/10/1953        | 1974-1977  | 9 (9)             | 0    | 0      | 0      |
| Paul Lambrichts     | Belgique      | Défenseur         | 16/10/1954        | 1978-1982  | 121 (121)         | 0    | 16     | 0      |
| Per Laursen         | Danemark      | Attaquant         | 1/06/1971         | 1996-1997  | 9 (9)             | 1    | 0      | 1      |
| Hans Leenders       | Belgique      | Défenseur         | 21/09/1980        | 1999-2004  | 43 (40)           | 1    | 8      | 1      |
| Jean Lemmens        | Belgique      | ?                 | 1/04/1959         | 1975-1977  | 0 (0)             | 0    | 0      | 0      |
| Gilles Lentz        | Belgique      | Gardien de but    | 1/02/1992         | 2010-2012  | 0 (0)             | 0    | 0      | 0      |
| Antonio Leone       | Belgique      | ?                 | 1/12/1964         | 1985-1986  | 0 (0)             | 2    | 0      | 0      |
| Richard Leroux      | Belgique      | ?                 | ?                 | 1966-1967  | 0 (0)             | 0    | 0      | 0      |
| Luigi Levantaci     | Belgique      | Milieu de terrain | 22/06/1947        | 1969-1971  | 0 (0)             | 0    | 0      | 0      |
| Anthony Limbombe    | Belgique      | Milieu de terrain | 15/07/1994        | 2010-2013  | 48 (43)           | 2    | 1      | 0      |
| Søren Lindsted      | Danemark      | Attaquant         | 2/02/1957         | 1982-1983  | 34 (34)           | 9    | 0      | 0      |
| Wenzel Liwerski     | Belgique      | Gardien de but    | 12/07/1952        | 1972-1973  | 0 (0)             | 0    | 0      | 0      |
| Goran Ljubojević    | Croatie       | Attaquant         | 4/05/1983         | 2006-2009  | 38 (38)           | 12   | 2      | 0      |
| Luc Loenders        | Belgique      | Milieu de terrain | 4/06/1960         | 1977-1980  | 12 (12)           | 0    | 0      | 0      |
| Peter Loof          | Belgique      | ?                 | 23/09/1947        | 1972-1974  | 0 (0)             | 0    | 0      | 0      |
| Igor Lolo           | Côte d'Ivoire | Défenseur         | 22/07/1982        | 2007-2008  | 27 (27)           | 0    | 8      | 0      |
| Jhon Lucumí         | Colombie      | Milieu de terrain | 26/06/1998        | 2018-...   | 0 (0)             | 0    | 0      | 0      |
| Gilbert Luts        | Belgique      | ?                 | 3/10/1945         | 1970-1971  | 0 (0)             | 0    | 0      | 0      |

## M
| Joueur                  | Nationalité                      | Position          | Date de naissance | Période(s)           | Matches (dont D1) | Buts | Jaunes | Rouges |
| ----------------------- | -------------------------------- | ----------------- | ----------------- | -------------------- | ----------------- | ---- | ------ | ------ |
| Joakim Mæhle            | Danemark                         | Défenseur         | 20/05/1997        | 2017-...             | 27 (25)           | 0    | 1      | 0      |
| Ruslan Malinovskyi      | Ukraine                          | Milieu de terrain | 4/05/1993         | 2016-...             | 84 (70)           | 14   | 20     | 2      |
| Mike Mampuya            | République démocratique du Congo | Défenseur         | 17/01/1983        | 2002-2003            | 0 (0)             | 0    | 0      | 0      |
| Leo Marić               | Bosnie-Herzégovine               | Milieu de terrain | 2/04/1974         | 1994-1996            | 15 (0)            | 2    | 2      | 0      |
| Boris Marolt            | Belgique                         | Défenseur         | 19/05/1982        | 2003-2005            | 1 (1)             | 0    | 0      | 0      |
| Eddy Martens            | Belgique                         | Attaquant         | 8/10/1957         | 1985-1986            | 0 (0)             | 0    | 0      | 0      |
| Erik Martens            | Belgique                         | Défenseur         | 5/08/1961         | 1980-1986            | 20 (1)            | 1    | 2      | 0      |
| Gábor Márton            | Hongrie                          | Milieu de terrain | 15/10/1966        | 1990-1991            | 21 (21)           | 0    | 0      | 1      |
| Ayub Masika             | Kenya                            | Attaquant         | 10/09/1992        | 2011-2014            | 22 (19)           | 0    | 0      | 0      |
| Abel Masuero            | Argentine                        | Défenseur         | 6/01/1988         | 2011-2012            | 1 (1)             | 0    | 1      | 0      |
| Clinton Mata            | Angola                           | Défenseur         | 7/11/1992         | 2017-2018            | 29 (25)           | 0    | 11     | 1      |
| Jan Mathieu             | Belgique                         | ?                 | ?                 | 1984-1985            | 0 (0)             | 0    | 0      | 0      |
| Jacky Mathijssen        | Belgique                         | Gardien de but    | 20/07/1963        | 1982-1985, 1990-1993 | 58 (58)           | 0    | 1      | 1      |
| Éric Matoukou           | Cameroun                         | Défenseur         | 8/07/1983         | 2004-2011            | 219 (187)         | 8    | 41     | 6      |
| Chris Mavinga           | France                           | Défenseur         | 26/05/1991        | 2010-2011            | 2 (2)             | 0    | 0      | 0      |
| Kara Mbodj              | Sénégal                          | Défenseur         | 11/11/1989        | 2013-2015            | 86 (75)           | 6    | 12     | 2      |
| Ilombe Mboyo            | Belgique                         | Attaquant         | 27/04/1987        | 2013-2015            | 48 (43)           | 13   | 2      | 0      |
| Dirk Medved             | Belgique                         | Défenseur         | 15/09/1968        | 1988-1989            | 31 (31)           | 0    | 0      | 0      |
| Jimmy Meeus             | Belgique                         | Défenseur         | 28/04/1971        | 1989-1993            | 55 (53)           | 0    | 9      | 0      |
| Muhammed Mert           | Belgique                         | Milieu de terrain | 9/02/1995         | 2013-2014            | 0 (0)             | 0    | 0      | 0      |
| Willy Metten            | Belgique                         | ?                 | 9/02/1946         | 1971-1975            | 19 (19)           | 0    | 0      | 0      |
| Tomislav Mikulić        | Croatie                          | Défenseur         | 4/01/1982         | 2004-2008            | 67 (67)           | 5    | 16     | 1      |
| Sergej Milinković-Savić | Serbie                           | Milieu de terrain | 27/02/1995        | 2014-2015            | 24 (24)           | 5    | 4      | 0      |
| Alex Mitrović           | Serbie                           | ?                 | 12/09/1970        | 1989-1990            | 2 (0)             | 0    | 0      | 0      |
| Aaron Mokoena           | Afrique du Sud                   | Défenseur         | 25/11/1980        | 2003-2005            | 30 (30)           | 0    | 2      | 0      |
| Jan Moons               | Belgique                         | Gardien de but    | 26/09/1970        | 2000-2007            | 185 (185)         | 0    | 7      | 5      |
| Ismet Mulavdić          | Bosnie-Herzégovine               | Milieu de terrain | 19/10/1968        | 1993-1996            | 23 (12)           | 5    | 7      | 1      |
| Albian Muzaqi           | Albanie                          | Attaquant         | 24/11/1994        | 2013-2014, 2016-2017 | 0 (0)             | 0    | 0      | 0      |

## N
| Joueur                     | Nationalité                      | Position          | Date de naissance | Période(s) | Matches (dont D1) | Buts | Jaunes | Rouges |
| -------------------------- | -------------------------------- | ----------------- | ----------------- | ---------- | ----------------- | ---- | ------ | ------ |
| José Manuel García Naranjo | Espagne                          | Attaquant         | 28/07/1994        | 2017       | 22 (21)           | 7    | 0      | 0      |
| Bojan Nastić               | Bosnie-Herzégovine               | Défenseur         | 6/07/1994         | 2016-...   | 42 (32)           | 0    | 5      | 1      |
| Dugary Ndabashinze         | Burundi                          | Milieu de terrain | 8/10/1989         | 2007-2012  | 52 (52)           | 3    | 4      | 0      |
| Wilfred Ndidi              | Nigeria                          | Milieu de terrain | 16/12/1996        | 2015-2016  | 83 (63)           | 6    | 13     | 0      |
| Dieumerci Ndongala         | République démocratique du Congo | Attaquant         | 14/06/1991        | 2018-...   | 17 (16)           | 5    | 4      | 0      |
| Adam Nemec                 | Slovaquie                        | Attaquant         | 2/09/1985         | 2008-2009  | 21 (21)           | 4    | 3      | 0      |
| Anges Ngapy                | République du Congo              | Attaquant         | 2/03/1963         | 1990-1991  | 23 (23)           | 3    | 1      | 0      |
| Anele Ngcongca             | Afrique du Sud                   | Défenseur         | 21/10/1987        | 2007-2015  | 177 (168)         | 6    | 31     | 1      |
| Harry Nijs                 | Belgique                         | ?                 | 8/07/1954         | 1977-1980  | 7 (7)             | 0    | 0      | 0      |
| Luc Nilis                  | Belgique                         | Attaquant         | 25/05/1967        | 1983-1986  | 51 (0)            | 17   | 2      | 0      |
| Léopold Njengo Madeng      | République démocratique du Congo | Attaquant         | 16/08/1994        | 2011-2012  | 0 (0)             | 0    | 0      | 0      |
| Craig Norrie               | Belgique                         | ?                 | 22/07/1960        | 1983-1985  | 0 (0)             | 0    | 0      | 0      |
| Marc Notredame             | Belgique                         | ?                 | 11/03/1971        | 1995-1996  | 28 (0)            | 5    | 4      | 0      |
| Ngoy Nsumbu                | République démocratique du Congo | Attaquant         | 30/10/1972        | 1997-2000  | 62 (62)           | 11   | 2      | 1      |
| Sunny Nwachukwu            | Nigeria                          | Milieu de terrain | 15/01/1976        | 1993-1994  | 10 (10)           | 0    | 2      | 0      |
| Kennedy Nwanganga          | Nigeria                          | Attaquant         | 15/08/1990        | 2010-2013  | 25 (25)           | 1    | 1      | 0      |
| Pieter Nys                 | Belgique                         | Défenseur         | 13/07/1989        | 2008-2009  | 0 (0)             | 0    | 0      | 0      |

## O
| Joueur              | Nationalité | Position          | Date de naissance | Période(s) | Matches (dont D1) | Buts | Jaunes | Rouges |
| ------------------- | ----------- | ----------------- | ----------------- | ---------- | ----------------- | ---- | ------ | ------ |
| Henry Odutayo       | Pays-Bas    | Attaquant         | 21/03/1996        | 2015       | 0 (0)             | 0    | 0      | 0      |
| Willem Ofori-Appiah | Belgique    | Défenseur         | 19/02/1994        | 2011-2012  | 0 (0)             | 0    | 0      | 0      |
| Marvin Ogunjimi     | Belgique    | Attaquant         | 12/10/1987        | 2005-2011  | 77 (77)           | 23   | 6      | 0      |
| Kim Ojo             | Nigeria     | Attaquant         | 2/12/1988         | 2013-2014  | 17 (17)           | 1    | 0      | 0      |
| Tornike Okriashvili | Géorgie     | Milieu de terrain | 12/2/1992         | 2014-2015  | 36 (34)           | 2    | 7      | 1      |
| Sunday Oliseh       | Nigeria     | Milieu de terrain | 14/09/1974        | 2005-2006  | 16 (16)           | 0    | 2      | 1      |
| Domenico Olivieri   | Italie      | Défenseur         | 16/01/1968        | 1988-2001  | 216 (124)         | 11   | 34     | 8      |
| Bram Oostvogels     | Belgique    | Milieu de terrain | 12/09/1984        | 2003-2004  | 3 (3)             | 0    | 0      | 0      |
| Mike Okoth Origi    | Kenya       | Attaquant         | 16/11/1967        | 1998-2002  | 82 (82)           | 19   | 9      | 1      |
| Souleymane Oularé   | Guinée      | Attaquant         | 16/10/1972        | 1996-2000  | 83 (83)           | 37   | 3      | 1      |
| Davy Oyen           | Belgique    | Défenseur         | 17/07/1975        | 1993-1998  | 94 (70)           | 7    | 9      | 0      |
| Gokhan Ozcan        | Turquie     | Milieu de terrain | 27/07/1969        | 1989-1992  | 12 (12)           | 0    | 1      | 0      |

## P
| Joueur                   | Nationalité        | Position          | Date de naissance | Période(s) | Matches (dont D1) | Buts | Jaunes | Rouges |
| ------------------------ | ------------------ | ----------------- | ----------------- | ---------- | ----------------- | ---- | ------ | ------ |
| David Paas               | Belgique           | Attaquant         | 24/02/1971        | 2000-2002  | 30 (30)           | 7    | 3      | 0      |
| Joseph Paintsil          | Ghana              | Milieu de terrain | 1/02/1998         | 2018-...   | 0 (0)             | 0    | 0      | 0      |
| Bob Peeters              | Belgique           | Attaquant         | 10/01/1974        | 2005-2006  | 21 (21)           | 9    | 1      | 0      |
| Filip Peeters            | Belgique           | ?                 | 21/01/1967        | 1984-1986  | 0 (0)             | 0    | 0      | 0      |
| Jacky Peeters            | Belgique           | Défenseur         | 13/12/1969        | 1994-1998  | 158 (64)          | 10   | 24     | 2      |
| Stef Peeters             | Belgique           | Défenseur         | 9/02/1992         | 2011-2012  | 4 (4)             | 0    | 1      | 0      |
| Arisvaldo Pereira        | Brésil             | Milieu de terrain | 28/11/1970        | 1990-1995  | 127 (104)         | 9    | 7      | 0      |
| Fabio Pereira-Rufieno    | Brésil             | ?                 | 21/04/1978        | 1999-2000  | 0 (0)             | 0    | 0      | 0      |
| Sergio Petosa            | Belgique           | Milieu de terrain | 31/12/1974        | 1994-1995  | 13 (0)            | 0    | 3      | 0      |
| João Carlos Pinto Chaves | Brésil             | Défenseur         | 1/01/1982         | 2008-2011  | 72 (72)           | 11   | 10     | 2      |
| Jakub Piotrowski         | Pologne            | Milieu de terrain | 4/10/1997         | 2018-...   | 0 (0)             | 0    | 0      | 0      |
| Gérard Plessers          | Belgique           | Milieu de terrain | 30/03/1959        | 1988-1989  | 30 (30)           | 2    | 0      | 0      |
| Glynor Plet              | Pays-Bas           | Attaquant         | 30/01/1987        | 2012-2013  | 25 (21)           | 14   | 0      | 0      |
| Sébastien Pocognoli      | Belgique           | Défenseur         | 1/08/1987         | 2003-2007  | 46 (46)           | 1    | 6      | 1      |
| Alejandro Pozuelo        | Espagne            | Milieu de terrain | 20/09/1991        | 2015-...   | 135 (105)         | 20   | 13     | 2      |
| Brian Priske             | Danemark           | Défenseur         | 14/05/1977        | 2003-2006  | 68 (68)           | 1    | 6      | 0      |
| Daniel Pudil             | République tchèque | Milieu de terrain | 27/09/1985        | 2008-2012  | 104 (104)         | 4    | 24     | 1      |

## R
| Joueur         | Nationalité          | Position          | Date de naissance | Période(s) | Matches (dont D1) | Buts | Jaunes | Rouges |
| -------------- | -------------------- | ----------------- | ----------------- | ---------- | ----------------- | ---- | ------ | ------ |
| Uwe Rapolder   | Allemagne de l'Ouest | Milieu de terrain | 29/05/1958        | 1978-1979  | 21 (21)           | 1    | 0      | 0      |
| Wim Raymaekers | Belgique             | Défenseur         | 4/04/1985         | 2003-2005  | 0 (0)             | 0    | 0      | 0      |
| Juha Reini     | Finlande             | Défenseur         | 19/03/1975        | 1998-2002  | 64 (64)           | 1    | 12     | 1      |
| Jordan Remacle | Belgique             | Milieu de terrain | 14/02/1987        | 2003-2006  | 8 (8)             | 0    | 1      | 0      |
| René Remans    | Belgique             | ?                 | ?                 | 1965-1967  | 0 (0)             | 0    | 0      | 0      |
| Willy Remans   | Belgique             | ?                 | ?                 | 1965-1968  | 0 (0)             | 0    | 0      | 0      |
| Frank Reumers  | Belgique             | Milieu de terrain | 22/09/1973        | 1992-1995  | 22 (10)           | 0    | 4      | 0      |
| Éric Reynders  | Belgique             | Milieu de terrain | 28/01/1965        | 1989-1995  | 84 (47)           | 5    | 14     | 2      |
| Michel Ribeiro | Belgique             | Milieu de terrain | 29/11/1975        | 1995-1997  | 8 (1)             | 1    | 0      | 0      |
| Tony Rombouts  | Belgique             | Défenseur         | 14/10/1952        | 1975-1979  | 33 (33)           | 0    | 0      | 0      |
| Gabriele Rossi | Belgique             | ?                 | 21/08/1967        | 1983-1984  | 0 (0)             | 0    | 0      | 0      |
| Akram Roumani  | Maroc                | Défenseur         | 1/04/1978         | 2000-2005  | 105 (105)         | 2    | 9      | 3      |
| Cédric Roussel | Belgique             | Attaquant         | 6/01/1978         | 2003-2004  | 31 (31)           | 14   | 2      | 0      |
| Joseph Rutten  | Belgique             | Milieu de terrain | 19/03/1935        | 1967-1969  | 0 (0)             | 0    | 0      | 0      |
| Mathew Ryan    | Australie            | Gardien de but    | 8/04/1992         | 2017       | 24 (11)           | 0    | 0      | 0      |

## S
| Joueur                 | Nationalité        | Position          | Date de naissance | Période(s)           | Matches (dont D1) | Buts | Jaunes | Rouges |
| ---------------------- | ------------------ | ----------------- | ----------------- | -------------------- | ----------------- | ---- | ------ | ------ |
| Paolo Sabak            | Belgique           | Milieu de terrain | 10/02/1999        | 2016-2018            | 4 (3)             | 0    | 0      | 0      |
| Mbwana Aly Samatta     | Tanzanie           | Attaquant         | 23/12/1992        | 2016-...             | 112 (86)          | 33   | 9      | 0      |
| Grzegorz Sandomierski  | Pologne            | Gardien de but    | 5/09/1989         | 2011-2012            | 1 (0)             | 0    | 0      | 0      |
| Emmanuel Sarpong       | Ghana              | Défenseur         | 5/11/1971         | 1993-1995            | 17 (14)           | 7    | 1      | 0      |
| Mohamed Sarr           | Sénégal            | Défenseur         | 23/12/1983        | 2011-2012            | 0 (0)             | 0    | 0      | 0      |
| Johan Savelkoul        | Belgique           | Défenseur         | 19/12/1970        | 1988-1991            | 14 (2)            | 0    | 2      | 0      |
| Patrick Schaefer       | Belgique           | ?                 | 1/02/1973         | 1995-1996            | 3 (0)             | 0    | 0      | 0      |
| Marc Schaessens        | Belgique           | Milieu de terrain | 14/09/1968        | 1993-1994            | 32 (32)           | 2    | 6      | 0      |
| Pierrot Schiepers      | Belgique           | ?                 | 12/02/1960        | 1989-1990            | 8 (0)             | 0    | 1      | 0      |
| Davy Schollen          | Belgique           | Gardien de but    | 28/02/1978        | 2002-2004            | 7 (7)             | 0    | 0      | 0      |
| Siebe Schrijvers       | Belgique           | Attaquant         | 18/07/1996        | 2012-2015, 2017-2018 | 125 (106)         | 18   | 11     | 0      |
| Johan Schroeyen        | Belgique           | ?                 | 27/10/1960        | 1985-1986            | 14 (0)            | 0    | 1      | 0      |
| Koen Schurmans         | Belgique           | ?                 | 27/11/1982        | 2000-2001            | 0 (0)             | 0    | 0      | 0      |
| Roberto Scotton        | Italie             | ?                 | 10/02/1954        | 1974-1976            | 15 (15)           | 0    | 0      | 0      |
| Vladimir Screciu       | Roumanie           | Milieu de terrain | 13/01/2000        | 2018-...             | 0 (0)             | 0    | 0      | 0      |
| Ibrahima Seck          | Sénégal            | Milieu de terrain | 10/08/1989        | 2018-...             | 21 (18)           | 2    | 4      | 0      |
| Rubin Seigers          | Belgique           | Défenseur         | 11/01/1998        | 2017-...             | 0 (0)             | 0    | 1      | 0      |
| Arve Seland            | Norvège            | Attaquant         | 12/12/1963        | 1987-1988            | 0 (0)             | 3    | 0      | 0      |
| Senol Senguler         | Turquie            | Milieu de terrain | 4/10/1969         | 1988-1990            | 21 (2)            | 1    | 1      | 0      |
| Indriði Sigurðsson     | Islande            | Défenseur         | 12/10/1981        | 2003-2006            | 75 (75)           | 2    | 10     | 0      |
| Albert Sikorski        | Belgique           | Gardien de but    | 26/08/1950        | 1971-1976            | 14 (14)           | 0    | 0      | 0      |
| Tiago Silva dos Santos | Brésil             | Défenseur         | 4/04/1979         | 2007-2010            | 47 (47)           | 0    | 7      | 3      |
| Jeroen Simaeys         | Belgique           | Défenseur         | 12/05/1985        | 2011-2014            | 41 (36)           | 1    | 4      | 1      |
| Angelo Simone          | Belgique           | ?                 | 1/09/1969         | 1990-1991            | 1 (1)             | 0    | 0      | 0      |
| Vito Simone            | Belgique           | Milieu de terrain | 24/11/1970        | 1988-1991            | 29 (13)           | 3    | 2      | 0      |
| Josip Skoko            | Australie          | Milieu de terrain | 10/12/1975        | 1999-2003            | 100 (100)         | 7    | 19     | 0      |
| Jean-Marie Smolders    | Belgique           | ?                 | 11/08/1965        | 1984-1987, 1989-1990 | 82 (0)            | 1    | 11     | 1      |
| Ernest Snijders        | Belgique           | ?                 | 20/12/1948        | 1973-1978            | 22 (22)           | 0    | 0      | 0      |
| Ivan Soccio            | Belgique           | ?                 | 24/12/1976        | 1994-1997            | 1 (0)             | 1    | 0      | 0      |
| Tom Soetaers           | Belgique           | Milieu de terrain | 21/07/1980        | 2004-2009            | 99 (99)           | 19   | 19     | 0      |
| Seyfo Soley            | Gambie             | Défenseur         | 16/02/1980        | 2002-2007            | 84 (84)           | 3    | 21     | 3      |
| Edwin Somers           | Belgique           | Défenseur         | 6/11/1967         | 1987-1988, 1989-1990 | 1 (0)             | 0    | 1      | 0      |
| Wesley Sonck           | Belgique           | Attaquant         | 9/08/1978         | 2000-2003            | 93 (93)           | 67   | 14     | 2      |
| Patrick Stalmans       | Belgique           | Milieu de terrain | 31/10/1959        | 1991-1993            | 35 (34)           | 0    | 3      | 0      |
| Nenad Stojanović       | Serbie             | Attaquant         | 22/10/1979        | 2004-2007            | 33 (33)           | 11   | 3      | 0      |
| Andy Stroy             | Belgique           | Défenseur         | 2/03/1973         | 1994-1998            | 66 (19)           | 3    | 12     | 1      |
| Branko Strupar         | Belgique           | Attaquant         | 9/02/1970         | 1994-2000            | 168 (110)         | 106  | 20     | 4      |
| Jarosław Studziżba     | Pologne            | Milieu de terrain | 28/10/1955        | 1986-1988            | 29 (0)            | 3    | 2      | 0      |
| Miroslav Šugar         | Yougoslavie        | Défenseur         | 29/09/1957        | 1988-1989            | 2 (2)             | 0    | 0      | 0      |
| Almir Suleymanovic     | Slovénie           | Défenseur         | 26/01/1978        | 2002-2003            | 9 (9)             | 0    | 0      | 0      |
| Tino-Sven Sušić        | Bosnie-Herzégovine | Milieu de terrain | 13/02/1992        | 2016-2017            | 24 (15)           | 1    | 3      | 0      |
| Takayuki Suzuki        | Japon              | Attaquant         | 5/06/1976         | 2002-2003            | 19 (19)           | 0    | 1      | 0      |
| Jan Swinnen            | Belgique           | Défenseur         | 13/06/1964        | 1983-1989            | 56 (17)           | 3    | 6      | 1      |
| Serge Swinnen          | Belgique           | ?                 | 10/06/1974        | 1996-1997            | 0 (0)             | 0    | 0      | 0      |

## T
| Joueur             | Nationalité | Position          | Date de naissance | Période(s)          | Matches (dont D1) | Buts | Jaunes | Rouges |
| ------------------ | ----------- | ----------------- | ----------------- | ------------------- | ----------------- | ---- | ------ | ------ |
| Stefan Teelen      | Belgique    | Défenseur         | 10/04/1979        | 1997-2002           | 42 (42)           | 0    | 9      | 0      |
| Patrick Teppers    | Belgique    | Milieu de terrain | 30/07/1964        | 1984-1987           | 56 (0)            | 17   | 9      | 0      |
| Richard Teuwissen  | Belgique    | ?                 | 24/10/1962        | 1984-1985           | 0 (0)             | 0    | 0      | 0      |
| Armand Thaeter     | Belgique    | Attaquant         | 7/10/1953         | 1974-1975           | 37 (37)           | 10   | 0      | 0      |
| Paul Theunis       | Belgique    | Milieu de terrain | 16/03/1952        | 1973-1981           | 130 (130)         | 11   | 6      | 0      |
| Bernd Thijs        | Belgique    | Milieu de terrain | 28/06/1978        | 2000-2004           | 112 (112)         | 35   | 14     | 1      |
| Danny Thijs        | Belgique    | ?                 | 9/09/1961         | 1980-1981           | 1 (1)             | 0    | 0      | 0      |
| Stijn Thijs        | Belgique    | Gardien de but    | 20/04/1974        | 1992-1995           | 2 (1)             | 0    | 0      | 0      |
| Said Thijskens     | Belgique    | Milieu de terrain | 26/04/1996        | 2015                | 0 (0)             | 0    | 0      | 0      |
| Ederson Thormena   | Brésil      | Milieu de terrain | 14/03/1986        | 2008-2010           | 9 (9)             | 0    | 1      | 0      |
| Luc Thys           | Belgique    | Milieu de terrain | 28/03/1962        | 1979-1985           | 92 (92)           | 8    | 1      | 0      |
| Rudi Thys          | Belgique    | ?                 | 4/06/1962         | 1987-1988           | 0 (0)             | 0    | 0      | 0      |
| Rachid Tibari      | Maroc       | Milieu de terrain | 29/06/1980        | 1999-2002           | 11 (11)           | 0    | 1      | 0      |
| Daniel Tielemans   | Belgique    | ?                 | 22/10/1964        | 1983-1987           | 31 (0)            | 1    | 7      | 1      |
| Igor Tomašić       | Croatie     | Défenseur         | 14/12/1976        | 2002-2003           | 24 (24)           | 0    | 0      | 0      |
| Guðmundur Torfason | Islande     | Attaquant         | 13/12/1961        | 1987-1988           | 36 (36)           | 8    | 0      | 0      |
| Balázs Tóth        | Hongrie     | Milieu de terrain | 24/09/1981        | 2007-2011           | 66 (66)           | 8    | 26     | 1      |
| Dániel Tőzsér      | Hongrie     | Milieu de terrain | 12/05/1985        | 2008-2012           | 107 (107)         | 14   | 16     | 1      |
| Giuseppe Tredici   | Italie      | ?                 | 22/07/1962        | 1979-1988           | 16 (8)            | 0    | 0      | 0      |
| Leandro Trossard   | Belgique    | Attaquant         | 4/12/1994         | 2011-2012, 2016-... | 71 (48)           | 17   | 6      | 0      |
| Peter T'Seyen      | Belgique    | ?                 | 28/03/1962        | 1979-1984           | 4 (4)             | 0    | 0      | 0      |
| Holly Tshimanga    | Belgique    | Attaquant         | 25/04/1997        | 2016-2018           | 3 (2)             | 0    | 0      | 0      |
| Katuku Tshimanga   | Belgique    | Défenseur         | 6/11/1988         | 2011-2016           | 86 (77)           | 1    | 12     | 1      |
| Nemanja Tubić      | Serbie      | Défenseur         | 8/04/1984         | 2007-2008           | 6 (6)             | 0    | 1      | 0      |

## U
| Joueur      | Nationalité | Position  | Date de naissance | Période(s) | Matches (dont D1) | Buts | Jaunes | Rouges |
| ----------- | ----------- | --------- | ----------------- | ---------- | ----------------- | ---- | ------ | ------ |
| Enes Ünal   | Turquie     | Attaquant | 10/05/1997        | 2015       | 20 (18)           | 2    | 2      | 0      |
| Jere Uronen | Finlande    | Défenseur | 13/07/1994        | 2016-...   | 79 (64)           | 4    | 7      | 0      |

## V
| Joueur                 | Nationalité        | Position          | Date de naissance | Période(s)           | Matches (dont D1) | Buts | Jaunes | Rouges |
| ---------------------- | ------------------ | ----------------- | ----------------- | -------------------- | ----------------- | ---- | ------ | ------ |
| Daan Vaesen            | Belgique           | Défenseur         | 11/07/1981        | 2003-2005            | 12 (12)           | 0    | 2      | 1      |
| Tony Vaesen            | Belgique           | Milieu de terrain | 21/07/1948        | 1971-1975            | 5 (5)             | 0    | 0      | 0      |
| Roland Valenta         | Belgique           | ?                 | 6/07/1972         | 1990-1991            | 0 (0)             | 0    | 0      | 0      |
| René Van Becelaere     | Belgique           | ?                 | 11/03/1964        | 1981-1989            | 70 (24)           | 11   | 3      | 0      |
| Bert Van Dael          | Belgique           | ?                 | 20/11/1981        | 1999-2000            | 0 (0)             | 0    | 0      | 0      |
| Peter van de Ven       | Pays-Bas           | Milieu de terrain | 8/01/1961         | 1993-1995            | 18 (11)           | 2    | 1      | 1      |
| Louis Van Den Branden  | Belgique           | ?                 | ?                 | 1949-1950            | 0 (0)             | 0    | 0      | 0      |
| Cédric Van Der Elst    | Belgique           | Milieu de terrain | 19/06/1980        | 1998-2001            | 6 (6)             | 0    | 0      | 0      |
| Leo Van Der Elst       | Belgique           | Milieu de terrain | 7/01/1962         | 1990-1993            | 83 (83)           | 10   | 20     | 0      |
| Eric van der Ven       | Pays-Bas           | Milieu de terrain | 15/02/1984        | 2003-2004            | 4 (4)             | 1    | 0      | 0      |
| Chris Van Geem         | Belgique           | Défenseur         | 7/07/1971         | 1997-2001            | 95 (95)           | 2    | 13     | 2      |
| Kenneth Van Goethem    | Belgique           | Défenseur         | 13/02/1984        | 2003-2007            | 18 (18)           | 0    | 2      | 0      |
| Kristof Van Hout       | Belgique           | Gardien de but    | 9/02/1987         | 2012-2014            | 10 (8)            | 0    | 0      | 0      |
| Luc Van Hove           | Belgique           | ?                 | 9/10/1969         | 1988-1992            | 4 (2)             | 0    | 0      | 0      |
| Christophe Van Loo     | Belgique           | ?                 | 19/01/1977        | 1994-1996            | 2 (0)             | 0    | 0      | 0      |
| André Van Rompay       | Belgique           | ?                 | 25/02/1948        | 1969-1978            | 30 (30)           | 0    | 0      | 0      |
| Paul Van Swartenbrouck | Belgique           | ?                 | 30/03/1949        | 1974-1975            | 9 (9)             | 0    | 0      | 0      |
| Will Van Woerkum       | Pays-Bas           | Attaquant         | 27/08/1951        | 1976-1983            | 110 (110)         | 57   | 0      | 0      |
| Kevin Vanbeuren        | Belgique           | Défenseur         | 31/01/1981        | 1999-2003            | 38 (31)           | 1    | 7      | 0      |
| Anthony Vanden Borre   | Belgique           | Milieu de terrain | 24/10/1987        | 2010-2012            | 28 (28)           | 0    | 6      | 1      |
| Kevin Vandenbergh      | Belgique           | Attaquant         | 16/05/1983        | 2002-2007            | 139 (139)         | 66   | 7      | 0      |
| Wouter Vandermieren    | Belgique           | Milieu de terrain | 27/12/1988        | 2006-2007            | 0 (0)             | 0    | 0      | 0      |
| Mathy Vandersanden     | Belgique           | ?                 | 25/09/1969        | 1987-1988            | 0 (0)             | 0    | 0      | 0      |
| Jurgen Vandeurzen      | Belgique           | Milieu de terrain | 26/01/1974        | 1991-1996            | 103 (53)          | 3    | 6      | 1      |
| Godefridus Vandooren   | Belgique           | ?                 | ?                 | 1972-1973            | 0 (0)             | 0    | 0      | 0      |
| Gonzague Vandooren     | Belgique           | Défenseur         | 17/08/1979        | 2005-2008            | 53 (53)           | 4    | 6      | 0      |
| Dirk Vangronsveld      | Belgique           | Défenseur         | 16/08/1967        | 1988-1991            | 60 (42)           | 0    | 7      | 2      |
| Marc Vangronsveld      | Belgique           | Défenseur         | 12/04/1973        | 1992-2000            | 157 (101)         | 3    | 25     | 0      |
| Bart Vanhees           | Belgique           | Défenseur         | 18/01/1981        | 1998-2000            | 1 (1)             | 0    | 0      | 0      |
| Eric Vanlessen         | Belgique           | Défenseur         | 24/07/1948        | 1970-1983            | 149 (149)         | 4    | 0      | 0      |
| Bart Vanmarsenille     | Belgique           | Attaquant         | 29/03/1972        | 1996-1997            | 12 (12)           | 0    | 2      | 0      |
| Dante Vanzeir          | Belgique           | Attaquant         | 16/04/1998        | 2016-2018            | 8 (6)             | 1    | 0      | 0      |
| Yves Velser            | Belgique           | Milieu de terrain | 15/02/1972        | 1991-1993            | 4 (4)             | 0    | 1      | 0      |
| Johan Verdonck         | Belgique           | ?                 | 12/10/1965        | 1985-1987            | 2 (0)             | 0    | 0      | 0      |
| Sven Verdonck          | Belgique           | Défenseur         | 30/01/1988        | 2005-2008            | 16 (16)           | 0    | 1      | 0      |
| Pieter Verheyen        | Belgique           | ?                 | 26/05/1958        | 1975-1976            | 0 (0)             | 0    | 0      | 0      |
| Davino Verhulst        | Belgique           | Gardien de but    | 25/11/1987        | 2006-2012            | 42 (42)           | 0    | 2      | 1      |
| Ludo Verjans           | Belgique           | Attaquant         | 28/08/1949        | 1977-1980            | 16 (16)           | 1    | 0      | 0      |
| Arthur Vermeer         | Belgique           | ?                 | 15/12/1958        | 1982-1983            | 5 (5)             | 1    | 0      | 0      |
| Laurens Vermijl        | Belgique           | Milieu de terrain | 3/02/1997         | 2014-2017            | 1 (0)             | 0    | 0      | 0      |
| Dirk Verwimp           | Belgique           | Défenseur         | 4/05/1963         | 1990-1997            | 196 (130)         | 0    | 19     | 1      |
| Mario Vitali           | Italie             | Milieu de terrain | 4/10/1962         | 1979-1983            | 15 (15)           | 0    | 0      | 0      |
| Walter Vitali          | Italie             | ?                 | 7/11/1961         | 1978-1988            | 52 (30)           | 0    | 4      | 3      |
| Mark Volders           | Belgique           | Gardien de but    | 13/04/1977        | 1998-1999            | 0 (0)             | 0    | 0      | 0      |
| Jelle Vossen           | Belgique           | Attaquant         | 22/03/1989        | 2006-2009, 2010-2014 | 154 (142)         | 55   | 18     | 1      |
| Rudi Vossen            | Belgique           | Défenseur         | 11/08/1958        | 1987-1989            | 20 (20)           | 2    | 0      | 0      |
| Wouter Vrancken        | Belgique           | Milieu de terrain | 3/02/1979         | 2006-2009            | 56 (56)           | 10   | 17     | 0      |
| Jarne Vrijsen          | Belgique           | Défenseur         | 21/03/1996        | 2014-2015            | 4 (4)             | 0    | 0      | 0      |
| Danny Vukovic          | Australie          | Gardien de but    | 27/03/1985        | 2017-...             | 45 (39)           | 0    | 5      | 0      |
| Sretko Vuksanović      | Bosnie-Herzégovine | Milieu de terrain | 15/02/1973        | 1996-1997            | 20 (19)           | 0    | 0      | 0      |

## W
| Joueur           | Nationalité | Position          | Date de naissance | Période(s) | Matches (dont D1) | Buts | Jaunes | Rouges |
| ---------------- | ----------- | ----------------- | ----------------- | ---------- | ----------------- | ---- | ------ | ------ |
| Sandy Walsh      | Pays-Bas    | Défenseur         | 14/03/1995        | 2011-2017  | 72 (55)           | 2    | 9      | 1      |
| Justice Wamfor   | Cameroun    | Milieu de terrain | 5/08/1981         | 2001-2006  | 100 (100)         | 2    | 11     | 0      |
| Robert Waseige   | Belgique    | Défenseur         | 26/08/1939        | 1970-1972  | 0 (0)             | 0    | 0      | 0      |
| Carlo Weis       | Luxembourg  | Milieu de terrain | 4/12/1958         | 1979-1982  | 87 (87)           | 5    | 6      | 0      |
| Stijn Wertelaers | Belgique    | Gardien de but    | 19/04/1994        | 2011-2013  | 0 (0)             | 0    | 0      | 0      |
| Benny Wijnants   | Belgique    | ?                 | 24/10/1971        | 1990-1991  | 1 (1)             | 0    | 0      | 0      |
| Guy Winkels      | Belgique    | Défenseur         | 1/02/1964         | 1991-1993  | 28 (28)           | 0    | 2      | 0      |
| Dries Wouters    | Belgique    | Défenseur         | 28/01/1997        | 2014-...   | 34 (25)           | 1    | 6      | 0      |
| Kevin Wouters    | Belgique    | ?                 | 27/03/1988        | 2005-2006  | 0 (0)             | 0    | 0      | 0      |
| Ton Wouters      | Pays-Bas    | Défenseur         | 20/01/1958        | 1979-1980  | 21 (21)           | 0    | 0      | 0      |

## Y
| Joueur        | Nationalité | Position  | Date de naissance | Période(s) | Matches (dont D1) | Buts | Jaunes | Rouges |
| ------------- | ----------- | --------- | ----------------- | ---------- | ----------------- | ---- | ------ | ------ |
| Samuel Yeboah | Ghana       | Attaquant | 25/06/1986        | 2009-2011  | 11 (11)           | 1    | 0      | 0      |

## Z
| Joueur              | Nationalité   | Position          | Date de naissance | Période(s) | Matches (dont D1) | Buts | Jaunes | Rouges |
| ------------------- | ------------- | ----------------- | ----------------- | ---------- | ----------------- | ---- | ------ | ------ |
| Luka Zarandia       | Géorgie       | Défenseur         | 17/02/1996        | 2014-2016  | 0 (0)             | 0    | 0      | 0      |
| Pierre Desiré Zebli | Côte d'Ivoire | Milieu de terrain | 6/12/1997         | 2017-2018  | 0 (0)             | 0    | 0      | 0      |
| Edon Zhegrova       | Kosovo        | Attaquant         | 31/03/1999        | 2017-...   | 15 (13)           | 1    | 2      | 0      |
| Jan Ziolkowski      | Pologne       | ?                 | ?                 | 1968-1969  | 0 (0)             | 0    | 0      | 0      |
| Didier Zokora       | Côte d'Ivoire | Défenseur         | 14/12/1980        | 2000-2004  | 124 (124)         | 1    | 12     | 2      |

### Sources
- (nl) « Liste des joueurs du club », sur Belgian Soccer Database (K. RC Genk)